# Get Down and Get with It
"Get Down and Get with It" is een nummer van de Amerikaanse singer-songwriter Bobby Marchan, die het uitbracht onder de titel "Get Down with It" als de B-kant van zijn single "Half a Mind" uit 1964. In 1967 bracht de Amerikaanse zanger Little Richard zijn versie uit als single. In 1971 verscheen een versie van de Britse rockband Slade, gebaseerd op de uitvoering van Little Richard, waarmee de band zijn eerste hit had.

## Achtergrond
"Get Down and Get with It" is, in de versie van Slade, geschreven door Bobby Marchan en geproduceerd door manager Chas Chandler. Nadat het vorige Slade-album Play It Loud was geflopt, moesten de band en Chandler bedenken wat de volgende stap voor de band zou worden. Zij vonden dat de energie van hun concerten vertaald zou moeten worden naar een plaat. De band speelde "Get Down and Get with It" al regelmatig live met goede ontvangst, waardoor besloten werd dat dit nummer zou worden opgenomen.
Slade ging naar de Olympic Studios in Londen voor de opname van "Get Down and Get with It", waar Chandler hen vertelde: "Speel het zoals jullie dat op het podium doen. Gooi het eruit alsof het live is, en doe alsof je het voor het publiek speelt." Het nummer werd vervolgens in een take opgenomen. Ook voegde de band handgeklap en gestamp toe om het een nog groter livegevoel te geven.
"Get Down and Get with It" werd gedurende 1971 twee keer als single uitgebracht. Op 21 mei verscheen de originele versie, die werd toegeschreven aan Little Richard, aangezien de band dacht dat hij de originele versie had opgenomen. Naarmate de single in de hitlijsten steeg, werd de band benaderd door publicisten van Marchan, de echte schrijver van het nummer. Korte tijd later werd de single opnieuw uitgebracht met de titel "Get Down with It", toegeschreven aan Marchan.
Ondanks de ophef werd "Get Down and Get with It" de eerste hit van Slade. Het bereikte de zestiende plaats in de UK Singles Chart en werd de eerste van zeventien opeenvolgende top 20-hits van de band in hun thuisland. Het werd de grootste hit in Nederland, waar het de zesde plaats in de Top 40 en de vierde plaats in de Daverende Dertig bereikte. In Vlaanderen werd de dertigste plaats in een voorloper van de Ultratop 50 gehaald.

## Hitnoteringen

### Nederlandse Top 40
| Hitnotering: 10-07-1971 t/m 28-08-1971 | Hitnotering: 10-07-1971 t/m 28-08-1971 | Hitnotering: 10-07-1971 t/m 28-08-1971 | Hitnotering: 10-07-1971 t/m 28-08-1971 | Hitnotering: 10-07-1971 t/m 28-08-1971 | Hitnotering: 10-07-1971 t/m 28-08-1971 | Hitnotering: 10-07-1971 t/m 28-08-1971 | Hitnotering: 10-07-1971 t/m 28-08-1971 | Hitnotering: 10-07-1971 t/m 28-08-1971 | Hitnotering: 10-07-1971 t/m 28-08-1971 |
| Week                                   | 1                                      | 2                                      | 3                                      | 4                                      | 5                                      | 6                                      | 7                                      | 8                                      |                                        |
| -------------------------------------- | -------------------------------------- | -------------------------------------- | -------------------------------------- | -------------------------------------- | -------------------------------------- | -------------------------------------- | -------------------------------------- | -------------------------------------- | -------------------------------------- |
| Nummer                                 | 32                                     | 15                                     | 8                                      | 6                                      | 6                                      | 9                                      | 16                                     | 25                                     | uit                                    |

### Daverende Dertig
| Hitnotering: 10-07-1971 t/m 28-08-1971 | Hitnotering: 10-07-1971 t/m 28-08-1971 | Hitnotering: 10-07-1971 t/m 28-08-1971 | Hitnotering: 10-07-1971 t/m 28-08-1971 | Hitnotering: 10-07-1971 t/m 28-08-1971 | Hitnotering: 10-07-1971 t/m 28-08-1971 | Hitnotering: 10-07-1971 t/m 28-08-1971 | Hitnotering: 10-07-1971 t/m 28-08-1971 | Hitnotering: 10-07-1971 t/m 28-08-1971 | Hitnotering: 10-07-1971 t/m 28-08-1971 |
| Week                                   | 1                                      | 2                                      | 3                                      | 4                                      | 5                                      | 6                                      | 7                                      | 8                                      |                                        |
| -------------------------------------- | -------------------------------------- | -------------------------------------- | -------------------------------------- | -------------------------------------- | -------------------------------------- | -------------------------------------- | -------------------------------------- | -------------------------------------- | -------------------------------------- |
| Nummer                                 | 28                                     | 19                                     | 9                                      | 4                                      | 5                                      | 10                                     | 12                                     | 23                                     | uit                                    |

### NPO Radio 2 Top 2000
| Nummer met noteringen in de NPO Radio 2 Top 2000 | '99  | '00-'01 | '02 | '03  |
| ------------------------------------------------ | ---- | ------- | --- | ---- |
| Get Down with It                                 | 1452 | -       | 714 | 1207 |

1. ↑  Een '-' betekent dat het nummer niet was genoteerd en een vetgedrukt getal geeft de hoogste notering aan.
2. ↑  Deze tabel is bijgewerkt tot en met de laatste editie (2024).